# Renacimiento (partido político búlgaro)
Renacimiento (en búlgaro, Възраждане; romanizado Vazrazhdane) es un partido político nacionalista en Bulgaria, fundado en agosto de 2014. Su presidente es Kostadin Kostadinov.

## Historia
En junio de 2014, Kostadin Kostadinov dijo a los medios de comunicación que el 2 de agosto del mismo año, en la ciudad de Pliska se celebraría una Asamblea Constituyente que crearía el partido "Renacimiento" como escisión de VMRO-BND. Los iniciadores eligieron el día en que se celebra el aniversario del Revuelta de Ilinden-Preobrazhenie. Kostadinov fundó el partido después de sentirse infeliz tras la reelección de Krasimir Karakachanov como líder de VMRO-BND en 2012.

### Crecimiento y crisis de 2021-2023
El partido ha crecido rápidamente debido a la crisis política búlgara de 2021-2023. Entraron por primera vez en la Asamblea Nacional de Bulgaria después de las elecciones generales de 2021, ganando 13 escaños. Un miembro del grupo parlamentario de Renacimiento los dejó en junio de 2022. El partido duplicaría con creces su presencia en la asamblea, ganando 14 escaños más en las elecciones generales de 2022 y otros 10 escaños en las elecciones generales de 2023, con lo que su total de escaños a 37. Esto se produce cuando el país se acerca a la adopción del euro, mientras que el gobierno respalda financieramente a Ucrania en su defensa contra Rusia. Solo el 30% de los búlgaros ven a Rusia como una amenaza, y muchos más están preocupados por la inflación que se produciría con la adopción del euro. A pesar de la retórica prorrusa del partido, la observadora Vessela Tcherneva, del Consejo Europeo de Relaciones Exteriores, dice que “Putin ha perdido algo de popularidad, por lo que la campaña no es prorrusa sino antioccidental, pero es la otra cara de la misma moneda”. Además, el partido ha pedido un referéndum público sobre la retirada de la OTAN y la "normalización" de las relaciones con Rusia. El partido también ha apoyado la expansión de la presencia de la compañía de gas rusa LUKoil en el país y "renegociar las condiciones con la UE" ya sea para un estatus especial o una posible retirada.

## Resultados electorales

### Elecciones legislativas

#### Asamblea Nacional
|  | 1.08 % |

|  | 2.41 % |

|  | 2.97 % |

|  | 4.80 % |

|  | 10.17 % |

|  | 14.19 % |

|  | 13.38 % |

|  | 12.92 % |

#### Parlamento Europeo
|  | 1.04 % |

|  | 13.98 % |

### Elecciones presidenciales
| Año  | Candidato           | Primera vuelta | Primera vuelta  | Segunda vuelta | Segunda vuelta | Resultado |
| Año  | Presidente          | votos          | %               | votos          | %              | Resultado |
| ---- | ------------------- | -------------- | --------------- | -------------- | -------------- | --------- |
| 2021 | Kostadin Kostadinov | 104.832        | \| \| 3,92 % \| |                |                | No Electo |
|      | 3,92 %              |                |                 |                |                |           |